# James H. Brookes
James H. Brookes , DD (27 de fevereiro de 1830 - 18 de abril de 1897), escritor religioso americano, foi pastor da igreja presbiteriana da Walnut Street em St. Louis, Missouri.
O Brookes Bible Institute of St. Louis foi nomeado em sua homenagem. O Dr. Brookes foi um escritor prolífico, tendo escrito mais de 200 folhetos e folhetos. Ele era um professor bem conhecido da Bíblia e o editor da Verdade , um periódico que serviu, juntamente com o jornal Watchword , como o órgão oficial do movimento pré - milenar até sua morte em 1897.
Brookes era o dispensacionalista mais proeminente de sua geração e era a figura central do movimento dispensacionalista durante um período de crescimento. Ele foi um líder-chave na famosa Conferência Bíblica de Niágara e em grande parte responsável pela autoria do Niágara Creed. Começando em 1875, ele foi o principal orador da conferência e durante muitos anos atuou como seu presidente. Ele fez amizade com Dwight L. Moody durante um renascimento em St. Louis em 1880 e ajudou a CI Scofield , editora da Scofield Reference Bible (1909).
Graduado da Faculdade, da Universidade de Miami e do Seminário Teológico de Princeton, seu primeiro pastorado foi a Primeira Igreja Presbiteriana de Dayton, Ohio. Em 1858, ele assumiu o comando da Compton Avenue Church, St. Louis, Mo., onde serviu por mais de 25 anos. Foi também editor da "A Verdade" por vinte anos; e líder de exposição em conferências para estudo bíblico; e autor de folhetos evangélicos e livros sobre o movimento.